# Битка при Утус
Битката при Утус или Битката при Вит се провежда 447 г. между войската на Източната Римска империя и хуните на Атила близо до днешната река Вит (на латински: Utus; Утус) в България по времето на император Теодосий II.
През 443 г. Източната Римска империя спира да плаща данък на хуните. Войската на Атила напада източната част на империята през януари 447 г. Римският пълководец (magister utriusque militiae) Арнегиск (Arnegisclus), оглавил римската войска, тръгва от базата си в Марцианопол през 447 г. и напада хуните в Крайбрежна Дакия. При река Вит той пада убит, а въпреки тежките загуби в редиците на хуните, римляните са победени.